# 西阿知町
西阿知町（にしあちちょう）は、かつて岡山県浅口郡にあった町である。1953年（昭和28年）1月1日に倉敷市に編入され廃止された。現在は同市の西阿知地区となっている。ここでは、町制施行前の名称である河内村および改称前の河内町についても述べる。

## 概要
古代には吉備の穴海と呼ばれる海域で、高梁川の当時の河口沖であった。その後、高梁川の運ぶ土砂の堆積作用により、干潮時は干潟が広がるようになり、阿智潟（あちのかた）と呼ばれるようになった。
1926年に高梁川の改修工事が完了するまでは、東西の高梁川に挟まれた地域内で、その中の西側に位置していた。
明治35年9月30日に西阿知村・甲内村が合併して河内村となり、現在の範囲が確定。大正11年の町制施行を経て、同15年1月1日に西阿知町に改称した。これは、河内の地名の由来が東西の高梁川の間に位置することであったが、前述の高梁川改修工事のより東高梁川が廃川となり「河内」の地形でなくなったためである。

## 歴史
- 1889年（明治22年）6月1日 - 浅口郡西阿知村・西阿知新田村が合併して西阿知村、同郡片島村・西原村が合併して甲内村を新設。
- 1891年（明治24年）7月 - 山陽鉄道が開通。
- 1902年（明治35年）9月30日 - 浅口郡西阿知村・甲内村が合併して河内村を新設。
- 1920年（大正9年）5月25日 - 西阿知駅が開業。
- 1922年（大正11年）1月1日 - 町制施行により河内町へ改称。
- 1926年（大正15年）1月1日 - 高梁川の改修工事竣工により、町名を西阿知町へ改称。
- 1953年（昭和28年）1月1日 - 倉敷市（初代）へ編入合併する。
- 1967年（昭和42年）2月1日 - 倉敷市（初代）・児島市・玉島市が合併し、倉敷市（2代）を新設。
- 1985年（昭和60年）11月13日 - 国道2号玉島バイパスの高架化、および高梁川大橋が暫定2車線で完成する。